# Graellsia graellsiifolia
Graellsia graellsiifolia là một loài thực vật có hoa trong họ Cải. Loài này được (Lipsky) Poulter mô tả khoa học đầu tiên năm 1956.